# Hexatoma spinosa
Hexatoma spinosa är en tvåvingeart som först beskrevs av Osten Sacken 1860.  Hexatoma spinosa ingår i släktet Hexatoma och familjen småharkrankar. Inga underarter finns listade i Catalogue of Life.